# 萬里小路榮子
萬里小路榮子（までのこうじ えいこ、藤原榮子，1494年—1522年11月8日），室町時代女性。後奈良天皇後宮，正親町天皇、永寿女王的生母。父参議右大弁、从三位万里小路賢房。院号吉德門院。
明应三年萬里小路榮子出生，後來入宮侍奉知仁親王（即後奈良天皇），生下第一皇女（1514-1515）、第一皇子方仁親王（即正親町天皇，1517-1593）、第二皇女永寿女王（大聖寺門跡，1519-1535）、第二皇子（1521-1530）二男二女。知仁親王践祚之前大永二年十月初十（1522年11月8日）萬里小路榮子29岁薨。永禄元年（1558年）九月廿六日追贈皇太后。